# Polypedilum numerus
Polypedilum numerus är en tvåvingeart som beskrevs av Chaudhuri, Guha och Gupta 1981. Polypedilum numerus ingår i släktet Polypedilum och familjen fjädermyggor. Inga underarter finns listade i Catalogue of Life.